# Birmingham City Women Football Club 2021-2022
Questa voce raccoglie le informazioni riguardanti il Birmingham City Women Football Club nelle competizioni ufficiali della stagione 2021-2022.

## Stagione
Poiché al termine della precedente stagione Carla Ward aveva rassegnato le dimissioni come allenatrice della squadra, la guida tecnica della squadra è stata affidata a Scott Booth, che nei sei anni precedenti aveva allenato il Glasgow City. Il 19 novembre 2021, dopo soli 5 mesi e un solo punto conquistato nelle prime sette giornate di campionato, Booth è stato esonerato dall'incarico. La guida tecnica della squadra in vista della partita di campionato contro il Chelsea è stata affidata ad interim al vice allenatore Tony Elliott. Il 21 novembre 2021 Darren Carter è stato nominato allenatore ad interim della squadra, lasciando il ruolo di allenatore del West Bromwich Albion femminile. Carter ha mantenuto il ruolo fino alla fine della stagione, vedendo, infine, il proprio incarico confermato in maniera permanente, nonostante la retrocessione della squadra.
Infatti, il campionato di FA Women's Super League è stato concluso al dodicesimo e ultimo posto con 11 punti conquistati in 22 giornate, frutto di 3 vittorie, 2 pareggi e 17 sconfitte, retrocedendo in Women's Championship per la prima volta dopo dodici anni consecutivi nella massima serie inglese. Le partite casalinghe della stagione sono state giocate allo stadio St Andrew's di Birmingham, condividendolo con la prima squadra maschile.
In Women's FA Cup la squadra, che era partita dal quarto turno, è arrivata ai quarti di finale, dove è stata eliminata dal Chelsea, vittorioso 5-0. In FA Women's League Cup la squadra è stata eliminata al termine della fase a gruppi, avendo concluso al quarto e ultimo posto il proprio raggruppamento.

## Maglie e sponsor
Le tenute di gioco solo le stesse adottate dal Birmingham City maschile.
| Casa | Trasferta | Terza divisa |

## Rosa
| N. |                        | Ruolo | Calciatrice     |
| -- | ---------------------- | ----- | --------------- |
| 1  | Irlanda (bandiera)     | P     | Marie Hourihan  |
| 2  | Danimarca (bandiera)   | D     | Cecilie Sandvej |
| 3  | Irlanda (bandiera)     | D     | Harriet Scott   |
| 4  | Irlanda (bandiera)     | D     | Louise Quinn    |
| 6  | Inghilterra (bandiera) | D     | Lily Simkin     |
| 7  | Grecia (bandiera)      | A     | Veatriki Sarri  |
| 8  | Scozia (bandiera)      | C     | Lisa Robertson  |
| 9  | Scozia (bandiera)      | A     | Sarah Ewens     |
| 10 | Scozia (bandiera)      | C     | Christie Murray |
| 11 | Inghilterra (bandiera) | A     | Jade Pennock    |
| 12 | Inghilterra (bandiera) | A     | Libby Smith     |
| 14 | Irlanda (bandiera)     | C     | Jamie Finn      |
| 17 | Irlanda (bandiera)     | A     | Lucy Quinn      |

| N. |                             | Ruolo | Calciatrice        |
| -- | --------------------------- | ----- | ------------------ |
| 19 | Inghilterra (bandiera)      | A     | Lucy Whipp         |
| 21 | Inghilterra (bandiera)      | P     | Emily Ramsey       |
| 22 | Irlanda (bandiera)          | A     | Eleanor Ryan-Doyle |
| 23 | Irlanda (bandiera)          | A     | Emily Whelan       |
| 25 | Irlanda del Nord (bandiera) | C     | Rebecca Holloway   |
| 26 | Inghilterra (bandiera)      | D     | Arabella Suttie    |
| 27 | Inghilterra (bandiera)      | C     | Abbi Jenner        |
| 29 | Inghilterra (bandiera)      | P     | Lucy Jones         |
| 30 | Inghilterra (bandiera)      | D     | Gemma Lawley       |
| 32 | Inghilterra (bandiera)      | C     | Abi Cowie          |
| 36 | Inghilterra (bandiera)      | A     | Louanne Worsey     |
| 37 | Galles (bandiera)           | D     | Taylor Reynolds    |
| 40 | Inghilterra (bandiera)      | A     | Delphi Cole        |

## Calciomercato

### Sessione estiva
| Acquisti | Acquisti           | Acquisti          | Acquisti |
| R.       | Nome               | da                | Modalità |
| -------- | ------------------ | ----------------- | -------- |
| P        | Marie Hourihan     | Braga             | [ 9 ]    |
| P        | Emily Ramsey       | Manchester United | prestito |
| D        | Louise Quinn       | Fiorentina        | [ 11 ]   |
| D        | Cecilie Sandvej    | Fleury            | [ 12 ]   |
| D        | Arabella Suttie    | Chelsea           | [ 13 ]   |
| C        | Jamie Finn         | Shelbourne        | [ 14 ]   |
| C        | Lisa Robertson     | Celtic            | prestito |
| A        | Sarah Ewens        | Celtic            | [ 16 ]   |
| A        | Jade Pennock       | Sheffield Utd     | [ 17 ]   |
| A        | Lucy Quinn         | Tottenham         | [ 18 ]   |
| A        | Eleanor Ryan-Doyle | Peamount United   | [ 19 ]   |
| A        | Libby Smith        | Leicester City    | [ 20 ]   |
| A        | Emily Whelan       | Shelbourne        | [ 19 ]   |

| Cessioni | Cessioni          | Cessioni       | Cessioni      |
| R.       | Nome              | a              | Modalità      |
| -------- | ----------------- | -------------- | ------------- |
| P        | Hannah Hampton    | Aston Villa    | [ 21 ]        |
| P        | Sophie Whitehouse | Bristol City   | [ 22 ]        |
| D        | Georgia Brougham  | Everton        | fine prestito |
| D        | Ruby Mace         | Arsenal        | fine prestito |
| D        | Sarah Mayling     | Aston Villa    | [ 23 ]        |
| C        | Mollie Green      | Coventry Utd   | [ 24 ]        |
| C        | Ruesha Littlejohn | Aston Villa    | [ 25 ]        |
| C        | Heidi Logan       | Lewes          | [ 26 ]        |
| C        | Jamie-Lee Napier  | Chelsea        | fine prestito |
| C        | Connie Scofield   | Leicester City | [ 27 ]        |
| A        | Abbi Grant        | Leicester City | [ 28 ]        |
| A        | Emma Kelly        | Sunderland     | [ 29 ]        |
| A        | Emily Murphy      | Chelsea        | fine prestito |
| A        | Claudia Walker    | West Ham       | [ 30 ]        |

### Sessione invernale
| Acquisti | Acquisti | Acquisti | Acquisti |
| R.       | Nome     | da       | Modalità |
| -------- | -------- | -------- | -------- |

| Cessioni | Cessioni         | Cessioni          | Cessioni |
| R.       | Nome             | a                 | Modalità |
| -------- | ---------------- | ----------------- | -------- |
| D        | Rebecca Holloway | Racing Louisville | [ 31 ]   |

## Risultati

### FA Women's Super League

#### Girone di andata
| Arbitro: | Benn |

|            |           |  |
| Graham 40’ | Marcatori |  |

| Arbitro: | May |

|  |           |                                                                       |
|  | Marcatori | 2’ Williams 45+1’ (rig.) Kaagman 50’ Carter 58’ Koivisto 70’ K. Green |

| Arbitro: | Reeves |

|                                      |           |             |
| Maier 13’ Bennison 73’ Sevecke 90+7’ | Marcatori | 32’ Pennock |

| Arbitro: | Benn |

|  |           |                      |
|  | Marcatori | 67’ Galton 80’ Toone |

| Arbitro: | Fearn |

|            |           |               |
| Walker 54’ | Marcatori | 67’ Lo. Quinn |

| Arbitro: | Saunders |

|  |           |                         |
|  | Marcatori | 47’ Dowie 54’, 71’ Rose |

| Arbitro: | Dowle |

|  |           |            |
|  | Marcatori | 25’ Asante |

| Arbitro: | Simms |

|                                  |           |  |
| Kirby 4’, 75’ Kerr 18’, 29’, 44’ | Marcatori |  |

| Arbitro: | Conley |

|                                 |           |                                |
| Murray 28’ (rig.) Lo. Quinn 39’ | Marcatori | 34’ Stanway 44’ Hemp 89’ White |

| Arbitro: | Benn |

|                        |           |  |
| Howard 18’ Tierney 74’ | Marcatori |  |

| Arbitro: | May |

|                    |           |  |
| Smith 3’ Sarri 42’ | Marcatori |  |

#### Girone di ritorno
| Arbitro: | Dowle |

|                                                       |           |  |
| Zelem 12’ Galton 16’, 18’ Ramsey 45’ (aut.) Russo 71’ | Marcatori |  |

| Arbitro: | Benn |

|                                                  |           |                       |
| Vanhaevermaet 45+4’ Dowie 48’ (rig.) Harries 55’ | Marcatori | 3’ Lawley 36’ Pennock |

| Arbitro: | Saunders |

|               |           |                                   |
| Lo. Quinn 85’ | Marcatori | 29’ (rig.) Sigsworth 37’ Purfield |

| Arbitro: | Heaslip |

|  |           |                          |
|  | Marcatori | 66’ Neville 85’ Percival |

| Arbitro: | Massey-Ellis |

|                                               |           |  |
| Rafaelle 14’ Miedema 31’ Mead 71’ Foord 90+2’ | Marcatori |  |

| Arbitro: | Saunders |

|  |           |          |
|  | Marcatori | 41’ Leon |

| Arbitro: | Dowle |

|                                                            |           |  |
| Stanway 58’, 64’ Hemp 64’ Kennedy 76’ Kelly 83’ Coombs 87’ | Marcatori |  |

| Birmingham 1º aprile 2022, ore 19:00 UTC+1 19ª giornata | Birmingham City | 0 – 0 referto | Everton | St Andrew's\| Arbitro: \| Fearn \| |
| Arbitro:                                                | Fearn           |               |         |                                    |

| Arbitro: | Simms |

|                   |           |                             |
| Zigiotti Olme 84’ | Marcatori | 9’ Sarri 75’, 88’ Lo. Quinn |

| Arbitro: | Heaslip |

|  |           |                   |
|  | Marcatori | 71’ (rig.) Harder |

| Arbitro: | Welch |

|  |           |           |
|  | Marcatori | 10’ Sarri |

### Women's FA Cup
| Arbitro: | Golba |

|                      |           |             |
| Sarri 28’ Whipp 100’ | Marcatori | 86’ Ramshaw |

| Arbitro: | May |

|  |           |               |
|  | Marcatori | 78’ Lo. Quinn |

| Arbitro: | Impey |

|                                                      |           |  |
| Eriksson 44’ Spence 54’ England 62’, 72’ Charles 66’ | Marcatori |  |

### FA Women's League Cup
| Arbitro: | Benn |

|  |           |              |
|  | Marcatori | 45’ Connolly |

| Birmingham 17 novembre 2021, ore 19:30 UTC+0 Gruppo E - 2ª giornata                       | Birmingham City | 0 – 4 referto                                           | West Ham | St Andrew's |
| \| \| \| \| \| \| Marcatori \| 38’ (aut.) Lo. Quinn 41’ Walker 74’ Parker 78’ Svitková \| |                 |                                                         |          |             |
|                                                                                           |                 |                                                         |          |             |
|                                                                                           | Marcatori       | 38’ (aut.) Lo. Quinn 41’ Walker 74’ Parker 78’ Svitková |          |             |

| Dartford 15 dicembre 2021, ore 19:00 UTC+0 Gruppo E - 3ª giornata | London City Lionesses | 2 – 2 referto                                | Birmingham City | Princes Park |
| \| \| \| \| \| Muya 39’ Rodgers 59’ \| Marcatori \| 80’, 88’ Ryan-Doyle \| \| Rouse Bennett Thompson Rossiter Yanez Napier \| Tiri di rigore 5 – 4 \| Ryan-Doyle Finn Whipp Lo. Quinn Ewens Lawley \| |                       |                                              |                 |              |
| |                       |                                              |                 |              |
| Muya 39’ Rodgers 59’ | Marcatori             | 80’, 88’ Ryan-Doyle                          |                 |              |
| Rouse Bennett Thompson Rossiter Yanez Napier | Tiri di rigore 5 – 4  | Ryan-Doyle Finn Whipp Lo. Quinn Ewens Lawley |                 |              |

## Statistiche

### Statistiche di squadra
| Competizione            | Punti | In casa | In casa | In casa | In casa | In casa | In casa | In trasferta | In trasferta | In trasferta | In trasferta | In trasferta | In trasferta | Totale | Totale | Totale | Totale | Totale | Totale | DR  |
| Competizione            | Punti | G       | V       | N       | P       | Gf      | Gs      | G            | V            | N            | P            | Gf           | Gs           | G      | V      | N      | P      | Gf     | Gs     | DR  |
| ----------------------- | ----- | ------- | ------- | ------- | ------- | ------- | ------- | ------------ | ------------ | ------------ | ------------ | ------------ | ------------ | ------ | ------ | ------ | ------ | ------ | ------ | --- |
| FA Women's Super League | 11    | 11      | 1       | 1       | 9       | 5       | 20      | 11           | 2            | 1            | 8            | 10           | 31           | 22     | 3      | 2      | 17     | 15     | 51     | -36 |
| Women's FA Cup          | -     | 1       | 1       | 0       | 0       | 2       | 1       | 2            | 1            | 0            | 1            | 1            | 5            | 3      | 2      | 0      | 1      | 3      | 6      | -3  |
| FA Women's League Cup   | -     | 2       | 0       | 0       | 2       | 0       | 5       | 1            | 0            | 1            | 0            | 2            | 2            | 3      | 0      | 1      | 2      | 2      | 7      | -5  |
| Totale                  | -     | 14      | 2       | 1       | 11      | 7       | 26      | 13           | 3            | 2            | 9            | 13           | 38           | 28     | 5      | 3      | 20     | 20     | 64     | -44 |

### Andamento in campionato
| Giornata  | 1 | 2  | 3  | 4  | 5  | 6  | 7  | 8  | 9  | 10 | 11 | 12 | 13 | 14 | 15 | 16 | 17 | 18 | 19 | 20 | 21 | 22 |
| --------- | - | -- | -- | -- | -- | -- | -- | -- | -- | -- | -- | -- | -- | -- | -- | -- | -- | -- | -- | -- | -- | -- |
| Luogo     | T | C  | T  | C  | T  | C  | C  | T  | C  | T  | C  | T  | T  | C  | C  | T  | C  | T  | C  | T  | C  | T  |
| Risultato | P | P  | P  | P  | N  | P  | P  | P  | P  | P  | V  | P  | P  | P  | P  | P  | P  | P  | N  | V  | P  | V  |
| Posizione | 9 | 10 | 12 | 11 | 11 | 11 | 11 | 11 | 11 | 12 | 11 | 12 | 12 | 12 | 12 | 12 | 12 | 12 | 12 | 12 | 12 | 12 |

Legenda:

Luogo: C = Casa; T = Trasferta. Risultato: V = Vittoria; N = Pareggio; P = Sconfitta.

### Statistiche delle giocatrici
| Giocatore     | FA Women's Super League | FA Women's Super League | FA Women's Super League | FA Women's Super League | Women's FA Cup | Women's FA Cup | Women's FA Cup | Women's FA Cup | FA Women's League Cup | FA Women's League Cup | FA Women's League Cup | FA Women's League Cup | Totale   | Totale | Totale      | Totale     |
| Giocatore     | Presenze                | Reti                    | Ammonizioni             | Espulsioni              | Presenze       | Reti           | Ammonizioni    | Espulsioni     | Presenze              | Reti                  | Ammonizioni           | Espulsioni            | Presenze | Reti   | Ammonizioni | Espulsioni |
| ------------- | ----------------------- | ----------------------- | ----------------------- | ----------------------- | -------------- | -------------- | -------------- | -------------- | --------------------- | --------------------- | --------------------- | --------------------- | -------- | ------ | ----------- | ---------- |
| D. Cole       | 0                       | 0                       | 0                       | 0                       | 1              | 0              | 0              | 0              | -                     | -                     | -                     | -                     | 1        | 0      | 0           | 0          |
| A. Cowie      | 7                       | 0                       | 1                       | 0                       | 1              | 0              | 0              | 0              | 1                     | 0                     | 0                     | 0                     | 9        | 0      | 1           | 0          |
| S. Ewens      | 11                      | 0                       | 0                       | 0                       | 2              | 0              | 0              | 0              | 2                     | 0                     | 0                     | 0                     | 15       | 0      | 0           | 0          |
| J. Finn       | 20                      | 0                       | 1                       | 0                       | 3              | 0              | 0              | 0              | 3                     | 0                     | 0                     | 0                     | 26       | 0      | 1           | 0          |
| R. Holloway   | 17                      | 0                       | 1                       | 0                       | 2              | 0              | 0              | 0              | 2                     | 0                     | 1                     | 0                     | 21       | 0      | 2           | 0          |
| M. Hourihan   | 7                       | -17                     | 0                       | 0                       | 2              | -5             | 0              | 0              | 2                     | -5                    | 0                     | 0                     | 11       | -27    | 0           | 0          |
| A. Jenner     | 0                       | 0                       | 0                       | 0                       | 1              | 0              | 0              | 0              | 1                     | 0                     | 0                     | 0                     | 2        | 0      | 0           | 0          |
| L. Jones      | 1                       | -2                      | 0                       | 0                       | 0              | 0              | 0              | 0              | -                     | -                     | -                     | -                     | 1        | -2     | 0           | 0          |
| G. Lawley     | 19                      | 1                       | 2                       | 0                       | 3              | 0              | 1              | 0              | 3                     | 0                     | 0                     | 0                     | 25       | 1      | 3           | 0          |
| C. Murray     | 17                      | 1                       | 0                       | 0                       | 3              | 0              | 0              | 0              | 1                     | 0                     | 0                     | 0                     | 21       | 1      | 0           | 0          |
| J. Pennock    | 19                      | 2                       | 0                       | 0                       | 2              | 0              | 0              | 0              | 2                     | 0                     | 1                     | 0                     | 23       | 2      | 1           | 0          |
| Lo. Quinn     | 22                      | 5                       | 0                       | 0                       | 3              | 1              | 1              | 0              | 3                     | 0                     | 0                     | 0                     | 28       | 6      | 1           | 0          |
| Lu. Quinn     | 22                      | 1                       | 1                       | 0                       | 3              | 0              | 0              | 0              | 2                     | 0                     | 1                     | 0                     | 27       | 1      | 2           | 0          |
| E. Ramsey     | 15                      | -32                     | 1                       | 1                       | 1              | -1             | 0              | 0              | 1                     | -2                    | 0                     | 0                     | 17       | -35    | 1           | 1          |
| T. Reynolds   | 0                       | 0                       | 0                       | 0                       | -              | -              | -              | -              | 1                     | 0                     | 0                     | 0                     | 1        | 0      | 0           | 0          |
| E. Ryan-Doyle | 12                      | 0                       | 0                       | 0                       | 2              | 0              | 0              | 0              | 2                     | 2                     | 0                     | 0                     | 16       | 2      | 0           | 0          |
| L. Robertson  | 16                      | 0                       | 6                       | 0                       | 3              | 0              | 0              | 0              | 3                     | 0                     | 0                     | 0                     | 22       | 0      | 6           | 0          |
| C. Sandvej    | 5                       | 0                       | 0                       | 0                       | -              | -              | -              | -              | 1                     | 0                     | 0                     | 0                     | 6        | 0      | 0           | 0          |
| C. Sarri      | 21                      | 3                       | 2                       | 0                       | 3              | 1              | 0              | 0              | 2                     | 0                     | 0                     | 0                     | 26       | 4      | 2           | 0          |
| H. Scott      | 20                      | 0                       | 2                       | 0                       | 2              | 0              | 1              | 0              | 2                     | 0                     | 1                     | 0                     | 24       | 0      | 4           | 0          |
| L. Simkin     | 0                       | 0                       | 0                       | 0                       | 0              | 0              | 0              | 0              | 0                     | 0                     | 0                     | 0                     | 0        | 0      | 0           | 0          |
| L. Smith      | 20                      | 2                       | 2                       | 0                       | -              | -              | -              | -              | 2                     | 0                     | 0                     | 0                     | 22       | 2      | 2           | 0          |
| A. Suttie     | 1                       | 0                       | 0                       | 0                       | -              | -              | -              | -              | -                     | -                     | -                     | -                     | 1        | 0      | 0           | 0          |
| E. Whelan     | 19                      | 0                       | 0                       | 0                       | 2              | 0              | 0              | 0              | 3                     | 0                     | 1                     | 0                     | 24       | 0      | 1           | 0          |
| L. Whipp      | 11                      | 0                       | 0                       | 0                       | 1              | 1              | 0              | 0              | 3                     | 0                     | 0                     | 0                     | 15       | 1      | 0           | 0          |
| L. Worsey     | 3                       | 0                       | 0                       | 0                       | 1              | 0              | 0              | 0              | 1                     | 0                     | 0                     | 0                     | 5        | 0      | 0           | 0          |